# Raimondas Rumšas
Raimondas Rumšas (ur. 14 stycznia 1972 w Szyłokarczmie) – litewski kolarz szosowy.
Rumšas został zawodowym kolarzem w 1996, rozpoczynając swoją karierę w polskiej drużynie Mróz. Zwrócił na siebie uwagę dzięki dobrej jeździe w górach. Po przejściu do Fassa Bortolo poprawił swoje umiejętności w jeździe na czas, przez co zwiększyły się jego szanse na zwycięstwa w wyścigach wieloetapowych. Jego największym sukcesem w karierze było zajęcie 3. miejsca w klasyfikacji generalnej Tour de France 2002 za Lance Armstrongiem i Joseba Belokim.
Wynik ten został jednak przysłonięty przez aresztowanie żony kolarza w dzień po zakończeniu Tour de France 2002. W samochodzie Edity Rumšas celnicy znaleźli wiele niedozwolonych środków dopingujących. Edita Rumšas twierdziła, że medykamenty te są przeznaczone dla jej ciężko chorej matki.
W styczniu 2006 małżeństwo Rumšas otrzymało czteromiesięczny wyrok więzienia w zawieszeniu za rozprowadzanie nielegalnych substancji dopingujących. Dodatkowo Edita Rumšas została ukarana grzywną w wysokości 3000 euro. Wyrok 12 miesięcy więzienia w zawieszeniu otrzymał także polski lekarz, Krzysztof Ficek, który opiekował się kolarzem podczas Touru i przepisywał mu niedozwolone substancje.
Wszystkie jednak testy dopingowe Rumsasa podczas Touru 2002 miały wynik negatywny, w związku z czym nie odebrano mu trzeciego miejsca. Podczas Giro d’Italia 2003, kiedy to Rumšas ukończył wyścig na 6. pozycji, test krwi wykazał obecność EPO w organizmie kolarza. Z tego powodu UCI zawiesiła go na rok, a jego drużyna Lampre usunęła go ze swoich szeregów.

## Najważniejsze osiągnięcia
1992
- 2. miejsce w Tour de Pologne
  - 1. miejsce na 6. etapie

1994
- 1. miejsce w Wyścigu Solidarności i Olimpijczyków

1996
- 3. miejsce w Wyścigu Solidarności i Olimpijczyków
- 1. miejsce na 3a. etapie Tour of Małopolska

1997
- 1. miejsce na 5. etapie Wyścigu Solidarności i Olimpijczyków

1998
- 1. miejsce na 1. i 4. etapie Wyścigu Pokoju
- 3. miejsce w mistrzostwach Litwy (jazda ind. na czas)
- 2. miejsce w mistrzostwach Litwy (start wspólny)
- 2. miejsce w Hessen Rundfahrt
  - 1. miejsce na 4. etapie

1999
- 2. miejsce w Wyścigu Pokoju
  - 1. miejsce na 3. etapie
- 1. miejsce na 4. etapie Prudential Tour
- 1. miejsce w mistrzostwach Litwy (jazda ind. na czas)
- 4. miejsce w Tour de Pologne
  - 1. miejsce na 6. i 7. etapie
- 1. miejsce w Bałtyk-Karkonosze Tour
- 3. miejsce w Giro della Provincia di Lucca

2000
- 2. miejsce w Coppa Bernocchi
- 1. miejsce w Giro di Lombardia

2001
- 3. miejsce w Gran Premio di Chiasso
- 2. miejsce w Paryż-Nicea
- 1. miejsce w Vuelta al País Vasco
- 3. miejsce w Giro del Trentino
- 3. miejsce w Route du Sud
- 2. miejsce w Giro dell’Appennino
- 3. miejsce w mistrzostwach Litwy (jazda ind. na czas)
- 1. miejsce w mistrzostwach Litwy (start wspólny)

2002
- 2. miejsce w Euskal Bizikleta
- 3. miejsce w Tour de France

2005
- 1. miejsce w mistrzostwach Litwy (jazda ind. na czas)
- 2. miejsce w mistrzostwach Litwy (start wspólny)

2006
- 1. miejsce w mistrzostwach Litwy (jazda ind. na czas)
- 3. miejsce w mistrzostwach Litwy (start wspólny)